# Baby Lasagna
Марко Пуришић (Ријека, 5. јул 1995), познат као Baby Lasagna (транскр.  Бејби Лазања), хрватски је певач, текстописац и музички продуцент. Представљао је Хрватску на Песми Евровизије 2024. са песмом Рим тим таги дим и заузео друго место, што представља највећи успех ове државе на том такмичењу.

## Биографија
Рођен је у Ријеци као прво дете од мајке Марије и оца Драгана. Одрастао је и живи у Умагу. Има млађег брата Мартина који се такође бави музиком и члан је немачке рок групе "Моno Inc". Радио је као асистент у основној школи пре него што је похађао приватни факултет у Загребу на смеру односи са јавношћу. Завршио је и хотелијерски-туристички смер у средњој школи и студирао је инжењерство звука у Љубљани.  Музиком почиње да се бави још у детињству када му отац за девети рођендан купује гитару. Отворено признаје да има проблеме са анксиозношћу.

## Каријера
Музичку каријеру започиње 2011. године у рок групи "Manntra" где свира гитару и званични члан групе постаје 2013. године. Први велики ангажман добија годину дана касније са свега осамнаест година.
Постаје певач групе "Бастион" 2018. године која исте године у марту објављује дебитантски сингл под називом Дајем ти сада чији текст потписује. Након распада групе, враћа се у групу Manntra са којом 2019. године наступа на Дори, хрватском избору за Песму Евровизије као гитариста и заузимају четврто место.
Коаутор је дванаестог студијског албума немачке рок групе Mono Inc под називом Ravenblack из 2022. године. Албум се нашао на првом месту најпродаванијих албума у Немачкој и тиме постао њихов највећи успех до сада. Исте године напушта групу "Manntra" и најављује соло каријеру. Крајем 2023. године објављује своја прва два сингла "IG BOI" и "Don't Hate Yourself, But Don't Love Yourself Too Much". Обе су компоноване за његов дебитантски албум "Demons and Mosquitoes", док већу пажњу јавности стичу након његове победе на Дори 2024. године.
Уметничко име настало је случајно у налету надахнућа током шетње, будући да претерано не воли лазање већ му је омиљена храна пица. Почетком јануара 2024. године објављује песму Рим Тим Таги Дим која ће освојити публику и донети му победу на Дори и прилику да представља своју земљу на Евровизији 2024. Он је првобитно био резерва, да би након што се певачица Sza Sza повукла из личних разлога постао један од такмичара. Спот за песму је режирала његова вереница Елизабета и сниман је на неколико локација у Истри. Победио је убедљивом разликом у бодовима, будући да је другопласирани такмичар имао четвороструко мање бодова од њега. 
Песма је наишла на добар пријем код критике, као и код бројних познатих личности из јавног живота међу којима је била и Емилија Кокић која је са саставом Рива донела победу Југославији на Евровизији 1989. године. Поједини евровизијски фанови поредили су је са песмом другопласираног финског представника Каарије из  2023. године.  Наишла је и на оптужбе за плагијат песама групе "Pain" и шпанског ди-џеја Адриана де ла Веге. 
У финалу Евровизије 2024. године заузео је друго место, док је добио највише гласова публике. Телевизијски пренос у Хрватској пратило је 1,2 милиона гледалаца, док је главни град први пут организовао јавно гледање. Неколико хиљада људи дочекало га је на главном загребачком тргу при повратку у земљу, док је дочек организован и у Умагу. 
Само пар дана након завршетка такмичења, успео је да у року од четири минута распрода концерт на загребачкој Шалати која прима шест хиљада људи.  Поред првог, у рекордном року распродат је и други концерт након чега је заказан трећи и последњи концерт. Наступа и на фестивалима Егзит и Sea Star. 
Хрватски премијер Андреј Пленковић у име хрватске владе најавио је на седници новчану награду од педесет хиљада евра за његов висок пласман на Евровизији. Марко Пуришић преусмерио је награду у хуманитарне сврхе. 
Највећи утицај на његову музику има Рамштајн, док своју музику описује као мешавину разних жанрова попут поп панка, техна, метала и хаус музике.

## Дискографија
- (2025)